# 1856
| 1856                     |
| ------------------------ |
| Dødsfald - Fødsler       |
| • Begivenheder • Politik |

| Gregoriansk kalender | 1856 MDCCCLVI           |
| Ab urbe condita      | 2609                    |
| Armensk kalender     | 1305 ԹՎ ՌՅԵ             |
| Kinesiske kalender   | 4552 – 4553 乙卯 – 丙辰 |
| Etiopisk kalender    | 1848 – 1849             |
| Jødisk kalender      | 5616 – 5617             |
| Hindukalendere       |                         |
| - Vikram Samvat      | 1911 – 1912             |
| - Shaka Samvat       | 1778 – 1779             |
| - Kali Yuga          | 4957 – 4958             |
| Iransk kalender      | 1234 – 1235             |
| Islamisk kalender    | 1273 – 1274             |

Konge i Danmark: Frederik 7. 1848-1863
Se også 1856 (tal)

## Begivenheder
- Skeletresterne af et neandertal-menneske findes i Feldhofer Grotte, Neandertal.
- 16. april – Parisdeklarationen om søkrigsret bliver undertegnet.

## Født
- 13. januar – Emil Piper, dansk politiker.
- 19. februar - Rudolf Stammler, tysk retslærd (død 1938).
- 23. april - Granville T. Woods, afrikansk-amerikansk opfinder (død 1910).
- 26. juli – Den irske skuespilforfatter og Nobelpristager George Bernard Shaw
- 21. november -Den senere konseilspræsident og venstrefører J. C. Christensen
- 18. december – Sir Joseph John Thomson, engelsk fysiker. Modtog nobelprisen i fysik i 1906.
- 28. december – Woodrow Wilson, amerikansk præsident. (død 1924)

## Dødsfald
- 13. maj – Mads Johansen Lange, dansk handelsmand på Bali (født 1807).
- 21. juli – Emil Aarestrup, dansk forfatter